# Avicularia detrita
Avicularia detrita är en spindelart som först beskrevs av Carl Ludwig Koch 1842.  Avicularia detrita ingår i släktet Avicularia och familjen fågelspindlar. Inga underarter finns listade.